# ネクロノミカン
『ネクロノミカン』（原題：Necronomicon）は、H・P・ラヴクラフトらによるホラー小説に登場する架空の書物「ネクロノミコン」をモチーフにした1993年公開のアメリカ合衆国のオムニバスホラー映画。96分、カラー。
VHSで発売された際のタイトルは『ネクロノミカン〜禁断の異端書〜』。
朝松健が『小説ネクロノミコン』としてノベライズしている。

## あらすじ

### 『ザ・ライブラリー』 (Library)
本作のプロローグとなる部分。
1932年、ある密教寺院を訪れた小説家H・P・ラヴクラフトは地下の不気味な書庫で魔導書「ネクロノミカン」を発見。
僧侶の目を盗んでそれを読み始め、その悍ましい内容から浮かんだ小説の構想をメモ書きし始める。
しかし、ネクロノミカンが書庫から外されたことで、少しずつ何かの封印が解かれていく。

### 『ザ・ドラウンド』 (The Drownd)
ニューイングランドの海崖に建つ古いホテルを伯父ジェスロから相続したエドワードは、ジェスロの残した手紙を発見する。
60年前、海難事故で妻と息子を亡くしたジェスロは、魔導書「ネクロノミカン」を使って死者蘇生の儀式を行い、妻子を甦らせていた。
だが、蘇った妻子はおぞましい怪物と化しており、恐怖と後悔から彼は崖から身を投げて死んだのだった。
婚約者クララを事故で失っていたエドワードも死者蘇生の儀式を行うが、蘇生したクララはやはり怪物と化していた。
更にホテルの地下から巨大な怪物が現れる。蘇生したと思われた人々は怪物の触手が擬態したものに過ぎなかったのだ。
エドワードはホテルのシャンデリアを落として怪物の眼球を貫き、かろうじて怪物を退け生還した。

### 『ザ・コールド』 (The Cold)
この街では40年に渡り、人が髄液を抜かれて殺される猟奇殺人が11件も続いていた。
新聞記者デイルは、取材のためマデン博士のアパートを訪ねる。異様に冷えた部屋に通されたデイルは、管理人のエイミーから昔話を聞く。
22年前、アパートに越してきた彼女の母エミリーは上階に住むマデン博士と知り合う。
マデン博士は魔導書「ネクロノミカン」から永遠の生命を維持する方法を知って実践していた。
しかし、生命を維持するには冷涼な環境と人間の髄液が必要であり、マデン博士はエミリーの目を盗んで人を殺し、髄液を集めていた。
やがてエミリーはマデン博士と肉体関係になり彼の子を孕むが、博士に思いを寄せるアパート管理人のリナはエミリーに嫉妬し、彼女を殺害しようとする。
その結果、小競り合いの末にエミリーは銃撃を受けて重傷を負い、マデン博士は炎を浴びた為に溶け崩れて死亡したという。
だがマデン博士の死後も猟奇殺人が続いていることを不審に思ったデイルは、これが娘エイミーとして生き続けるエミリー自身の話ではないかと思い至る。
だが時すでに遅く、デイルはコーヒーに盛られた毒で動けなくなっていた。更に老女と化したリナに襲われ、デイルは新たな犠牲者となった。

### 『ウィスパーズ』 (The Whisper)
警察官のサラとポールは犯人追跡中にパトカーで事故を起こす。
負傷したポールは事故現場から何者かに連れ去られ、後を追ったサラはビルの廃墟に潜入するがポールを見失ってしまう。
そこにハロルドとデイジーと名乗る老夫婦が現れ、ポールをさらったのは廃墟に棲むブッチャーという魔物だと告げる。
廃墟の地下は悪夢めいた迷宮になっており、探索を続けるサラを老夫婦が落とし穴に突き落とす。
穴の底は、無数のバラバラ死体が転がり、空飛ぶエイのような怪物が無数に棲息する古代遺跡のような場所だった。
サラは怪物に食い散らかされたポールの死体を発見し、更に彼の脳が怪物の体内に捕われているという悍ましい光景を見る。
その時、サラは清潔な病室で目を覚ます。今までの出来事は全て悪夢だったかに思われたが、気が付くと周囲は再び古代遺跡の異常な光景に戻っていた。
老夫婦に拘束されたサラは怪物の口吻で手足を切り落とされて髄液を啜られ、胎内の子をも奪われてしまうのだった。

### 『ザ・ライブラリー』 (Library)
本作のエピローグとなる部分。
魔導書「ネクロノミカン」を読みながら小説の構想を書き留めていたラヴクラフトだが、遂に僧侶に見つかってしまう。
僧侶は「書庫のドアを開けば咎めはしない」と保証するが、ドアの鍵は既に書庫下の暗渠に落として失くしてしまっていた。
激怒した僧侶は怪物じみた正体を現して書庫に侵入し、「ネクロノミカン」を元の場所へ戻すように迫る。
更に暗渠の水中に潜む怪物が触手を伸ばしてラヴクラフトを襲い、それと同時に最後の封印が開いて異次元空間への扉が開く。
ラヴクラフトは仕込み杖を振るって怪物を退け、僧侶を異次元空間から現れた巨大な怪物に捕食させて切り抜ける。
かろうじて生き延びたラヴクラフトは「ネクロノミカン」を持って寺院を脱出した。

## スタッフ
- 製作総指揮：一瀬隆重

### 『ザ・ドラウンド』
- 原作：『壁のなかの鼠』
- 監督：クリストフ・ガンズ
- 脚本：クリストフ・ガンズ、ブレント・V・フリードマン
- 撮影：ラス・ブラント
- SFX：トム・サヴィーニ
- 音楽：ジョセフ・ロデュカ（英語版）

### 『ザ・コールド』
- 原作：『冷気』
- 監督：金子修介
- 脚本：伊藤和典、ブレント・V・フリードマン
- SFX：スクリーミング・マッド・ジョージ
- 音楽：ダニエル・リヒト（英語版）

### 『ウィスパーズ』
- 原作：『闇に囁くもの』
- 監督：ブライアン・ユズナ
- 脚本：ブレント・V・フリードマン
- SFX：トッド・マスターズ
- 音楽：ダニエル・リヒト

## キャスト

### 『ザ・ライブラリー』
H・P・ラヴクラフト
演 - ジェフリー・コムズ
小説家
書庫の管理人
演 - トニー・アジート
タクシー運転手
演 - ブライアン・ユズナ

### 『ザ・ドラウンド』
エドワード
演 - ブルース・ペイン
古ホテルを相続し、ジェスロの手紙を発見する。
クララ
演 - マリア・フォード
エドワードの婚約者。自動車事故により死亡。
ジェスロ
演 - リチャード・リンチ
エドワードの叔父。ホテルの元オーナー。妻子を海難事故で亡くし、崖から投身自殺した。
ジェスロの息子
演 - Peter Jasienski
Emma De Lapoer
Denice D. Lewis
村人
演 - ウラジミール・クリッチ
Nancy Gallmore
ベリンダ・バウアー

### 『ザ・コールド』
デイル
演 - デニス・クリストファー
猟奇殺人事件を追う新聞記者
マデン博士
演 - デイヴィッド・ワーナー
故人。凍えるような部屋に住んでいた医師。リナの好意を知りつつ彼女を利用している。
温厚な紳士に見えるが、自らの肉体を維持する為に無数の人間を殺害している。
エイミー
演 - ベス・メイヤー
アパートを管理する女性。デイルにエミリーとマデン博士の物語を話す。
エミリー
演 - ベス・メイヤー（二役）
故人。エイミーの母。
横暴な養父から逃れるためにアパートに住み始め、やがてマデン博士に好意を抱いていく。
リナ
演 - ミリー・パーキンス
かつてのアパート管理人。
マデン博士の協力者で殺人にも協力するなど献身的に尽くすが、やがてエミリーへの嫉妬と憎悪を募らせる。
サム
演 - ゲイリー・グレアム
Mr. Hawkins
演 - Curt Lowens

### 『ウィスパーズ』
サラ
演 - シグニー・コールマン
女性警察官。ポールの子を妊娠している。
ポール
演 - オッバ・ババタンド
警察官。サラの相棒で恋人。
ハロルド
演 - ドン・カルファ
廃墟に住む奇妙な老翁。サラを地下へと誘っていく。居室に魔導書「ネクロノミカン」を置いている。
デイジー
演 - ジュディス・ドレイク
廃墟に住む奇妙な老婆。
※老夫婦の名前は、英語ではMr. Benedict、Mrs. Benedict